# Alternativa Sociale
Die Alternativa Sociale war ein rechtsextremes und neofaschistisches Bündnis in Italien. Es wurde im Jahr 2004 gegründet und erreichte in verschiedenen Wahlen Stimmanteile von 1,2 bis 2 %. 2006 löste es sich auf, nachdem man bei den Wahlen als Teil des Berlusconi-Bündnisses Casa delle Libertà keinen Sitz im Parlament erlangte.
Das Bündnis bestand aus den rechtsextremen Parteien Forza Nuova, Azione Sociale und Fronte Sociale Nazionale. Die Parteivorsitzende war Alessandra Mussolini, eine Enkelin Benito Mussolinis.
Hauptforderungen des Bündnisses waren die Ausweisung von Ausländern, Distanzierung von der EU und ein verschärftes Asylrecht.